# Il compagno don Camillo
Il compagno don Camillo is een Italiaans-Frans-West-Duitse film van Luigi Comencini die werd uitgebracht in 1965.
Het scenario is gebaseerd op de roman Il Compagno Don Camillo (Don Camillo in Rusland, 1963) van Giovannino Guareschi. 
Het gaat om de vijfde (en voorlaatste) film die gewijd is aan de komische lotgevallen van don Camillo, de Italiaanse dorpspastoor, en zijn 'vijand' Peppone, de communistische burgemeester van het dorp.

## Samenvatting
Onder impuls van de communistische burgemeester Peppone staat de gemeente Brescello op het punt een Russisch stadje uit te roepen tot zusterstad. Peppone is van plan met een communistische afvaardiging naar het stadje af te reizen na het sluiten van het vriendschapsverdrag. Don Camillo ziet dit niet graag gebeuren.
Door middel van chantage brengt don Camillo Peppone ertoe hem als 'kameraad' mee te nemen, onder een valse naam en met valse papieren. 
Tijdens hun verblijf begint het Peppone te dagen dat de Sovjet-Unie niet de perfecte samenleving vormt die hij voor ogen had. Don Camillo van zijn kant moet toegeven dat het rode gevaar niet zo dreigend is als hij dacht en dat er ook gewone en goede mensen wonen in de Sovjet-Unie.  

## Rolverdeling
| Acteur            | Personage                                               |
| ----------------- | ------------------------------------------------------- |
| Fernandel         | Don Camillo                                             |
| Gino Cervi        | Giuseppe Bottazzi, alias Peppone                        |
| Leda Gloria       | Maria Bottazzi, de vrouw van Peppone                    |
| Gianni Garko      | Scamoggia, de fotograaf                                 |
| Saro Urzí         | Brusco, de barbier                                      |
| Graziella Granata | Nadia, de vertaalster en de gastvrouw in de Sovjet-Unie |
| Paul Müller       | de pope                                                 |
| Marco Tulli       | Smilzo                                                  |
| Jacques Herlin    | Perletti                                                |
| Armando Migliari  | de christendemocratische volksvertegenwoordiger         |